# Jaume Casellas i Genovart
Jaume Casellas i Genovart   (Valls, 8 d'octubre de 1690 - Toledo, 27 d'abril de 1764) fou un compositor del barroccatalà i mestre de capella de Santa Maria del Mar. Es calcula que el seu repertori compositiu va superar les 700 obres, de les quals n'han perviscut 368. La major part de la seva obra es conserva a l'arxiu de la catedral de Toledo i també als fons catalans CMar (Fons de l'església parroquial de Sant Pere i Sant Pau de Canet de Mar) i TarC (Fons de la Catedral de Tarragona).

## Biografia
Va realitzar la seva formació musical i eclesiàstica a Barcelona, on, amb tota certesa, va ser cantor a la capella de Santa Maria del Mar sota la direcció del seu mestre Lluís Serra. Allà va assimilar l'estil musical procedent d'Itàlia i de Centreeuropa que es va introduir a començaments de segle a Catalunya amb la curta, però influent estada de l'arxiduc Carles d'Àustria i la seva cort a Barcelona. Després d'un breu període a Granollers, d'on va ser mestre de capella, exercí el magisteri del monestir de Sant Joan de les Abadesses fins a l'abril de 1715. Després de la Guerra de Successió (1715), va succeir al seu mestre Lluís Serra al capdavant de la capella de música de Santa Maria del Mar, càrrec que va ocupar durant divuit anys. La seva principal tasca va ser la de recuperar l'hegemonia i l'esplendor musical que, junt amb la catedral, tenia la basílica de Santa Maria a la ciutat de Barcelona. L'incendi dels arxius parroquials l'any 1936 durant la Guerra Civil ha privat de conèixer millor aquest període de Casellas.
El 17 de novembre de 1733, arran del traspàs de Miguel de Ambiela, es presentà per la vacant de mestre de capella de la Catedral de Toledo i prengué possessió del càrrec el 21 de juny de 1734. El 1762, atès el seu delicat estat de salut, es va veure obligat a jubilar-se. Aquell mateix any, signà l'aprovació del tractat Llave de la modulación y antigüedades de la Música, d'Antoni Soler. Hom conserva a Bolonya una sèrie de cartes seves on critica l'excessiva influència italiana de la música de Josep Duran, mestre de capella de la catedral de Barcelona. Va escriure nombrosos oratoris, alguns dels quals foren interpretats a Santa Maria del Mar (Betulia libertada, 1726; La igual justicia de Dios, 1729; Vencer matando y muriendo, 1731), misses, motets, salms, tonos i villancets. La seva escriptura polifònica és sòbria, bé que molt rica en l'aspecte harmònic.

## Estil
Casellas forma part de l'última generació que experimentà amb el barroc hispànic, entroncant-la amb les novetats contemporànies i contribuint a la dinamització dels paràmetres d'aquest període. Va ser un dels pioners de l'ús de l'estil galant a Catalunya, així com un dels exponents que contribuí a expandir aquest estil fora de Catalunya.
En la música de romanç, utilitza l'esquema de la cantata amb el mòdul "recitat-ària" en la major part dels seus tons.

## Obres
- Himne per a 8 veus i instruments (Himno para las Oposiciones / de la Sta Iglesia de Toledo / De Jaime Casellas)
- Tono per a 4 v ieus acompanyament (Tono à 4º al Smo Sto / Aliento, claros luzeros / Mº Casellas / Para contralto y un 4º para todos)
- Villancet per a 8 veus i instruments (Villanco a 8 Con Violines Para la Oposición de Toledo. Casellas)[4]
- Cantata per a veu i acompanyament (Cantata al SSmº Stº / La luz mes singulasr / Casellas)